# 미레수아
미레수아(Miresua)는 미국인 마리스카가 만드는 바스크어와 핀란드어를 뒤섞은 인공어이다. 유럽의 특이한 비유럽어계 언어인 바스크어와 핀란드어를 적절히 짜맞추어 만들어졌다.